# Nichirei International Championships 1991
Nichirei International Championships 1991 — жіночий тенісний турнір, що проходив на відкритих кортах з твердим покриттям Ariake Coliseum у Токіо Японія. Належав до турнірів 2-ї категорії в рамках Туру WTA 1991. Турнір відбувся вдруге і тривав з 16 до 22 вересня 1991 року. Перша сіяна Моніка Селеш здобула титул в одиночному розряді й отримала 70 тис. доларів США.

## Фінальна частина

### Одиночний розряд
Моніка Селеш —  Мері Джо Фернандес 6–1, 6–1
- Для Селеш це був 7-й титул в одиночному розряді за сезон і 17-й — за кар'єру.

### Парний розряд
Мері Джо Фернандес /  Пем Шрайвер —  Керрі Каннінгем /  Керрі Каннінгем 6–3, 6–3